# Anilios silvia
Anilios silvia är en ormart som beskrevs av Ingram och Covacevich 1993. Anilios silvia ingår i släktet Anilios och familjen maskormar. Inga underarter finns listade i Catalogue of Life.
Denna orm förekommer i sydöstra Queensland i Australien, inklusive Fraserön. Habitatet varierar mellan regnskogar, hedområden och andra landskap med tät undervegetation. Anilios silvia gräver i lövskiktet och i det översta jordlagret. Honor lägger ägg.
Beståndet hotas av landskapsförändringar. Populationen minskar men den antas fortfarande vara stor. IUCN listar arten som livskraftig (LC).